# Olaf Hampel
Pour les articles homonymes, voir Hampel.
Olaf Hampel, né le 1er novembre 1965 à Bielefeld, est un bobeur allemand.

## Carrière
Olaf Hampel participe à trois Jeux olympiques. En 1988 à Calgary, il termine quatorzième de l'épreuve de bob à quatre avec l'équipe ouest-allemande. Aux Jeux olympiques de 1994 à Lillehammer, il est sacré champion olympique de bob à quatre avec Harald Czudaj, Karsten Brannasch et Alexander Szelig. Le titre est conservé en Jeux olympiques de 1998 à Nagano avec Christoph Langen, Markus Zimmermann et Marco Jakobs. Hampel remporte également deux médailles d'or aux championnats du monde de bob à quatre en 1995 et en 1996.

## Palmarès

### Jeux Olympiques
- : médaillé d'or en bob à 4 aux JO 1994.
- : médaillé d'or en bob à 4 aux JO 1998.

### Championnats monde
- : médaillé d'or en bob à 2 aux championnats monde de 1995.
- : médaillé d'or en bob à 4 aux championnats monde de 1998.